# Temporada 1976-77 de Los Angeles Lakers
La temporada 1976-77 fue la vigésimo novena de los Lakers en la NBA, y la decimoséptima en su ubicación en Los Ángeles, California. La temporada regular acabaron con 53 victorias y 29 derrotas, ocupando el primer puesto de la Conferencia Oeste, clasificándose para los playoffs en los que fueron barridos por los Portland Trail Blazers en las finales de conferencia.

## Elecciones en elDraft
| Ronda | Puesto | Jugador       | Posición | Nacionalidad   | Universidad |
| ----- | ------ | ------------- | -------- | -------------- | ----------- |
| 2     | 21     | Earl Tatum    | Escolta  | Estados Unidos | Marquette   |
| 3     | 43     | Tom Abernethy | Alero    | Estados Unidos | Indiana     |
| 4     | 60     | Wayman Britt  | Escolta  | Estados Unidos | Michigan    |

## Temporada regular
| División Pacífico        | División Pacífico | División Pacífico | División Pacífico | División Pacífico | División Pacífico | División Pacífico | División Pacífico | División Pacífico |
| Equipo                   | G                 | P                 | %                 | PD                | Casa              | Fuera             | Div               |                   |
| ------------------------ | ----------------- | ----------------- | ----------------- | ----------------- | ----------------- | ----------------- | ----------------- | ----------------- |
| y-Los Angeles Lakers     | 53                | 29                | .646              | –                 | 37–4              | 16–25             | 11–5              |                   |
| x-Portland Trail Blazers | 49                | 33                | .598              | 4                 | 35–6              | 14–27             | 10–6              |                   |
| x-Golden State Warriors  | 46                | 36                | .561              | 7                 | 29–12             | 17–24             | 8–8               |                   |
| Seattle SuperSonics      | 40                | 42                | .488              | 13                | 27–14             | 13–28             | 6–10              |                   |
| Phoenix Suns             | 34                | 48                | .415              | 19                | 26–15             | 8–33              | 5–11              |                   |

## Playoffs

### Semifinales de Conferencia
Los Angeles Lakers vs. Golden State Warriors 
| Fecha       | Partido                                           | Ciudad      |
| ----------- | ------------------------------------------------- | ----------- |
| 20 de abril | Los Angeles Lakers 115, Golden State Warriors 106 | Los Ángeles |
| 22 de abril | Los Angeles Lakers 95, Golden State Warriors 86   | Los Ángeles |
| 24 de abril | Golden State Warriors 109, Los Angeles Lakers 105 | Oakland     |
| 26 de abril | Golden State Warriors 114, Los Angeles Lakers 103 | Oakland     |
| 29 de abril | Los Angeles Lakers 112, Golden State Warriors 105 | Los Ángeles |
| 1 de mayo   | Golden State Warriors 115, Los Angeles Lakers 106 | Oakland     |
| 4 de mayo   | Los Angeles Lakers 97, Golden State Warriors 84   | Los Ángeles |
|             | Los Angeles Lakers gana las series 4-3            |             |

### Finales de Conferencia
Los Angeles Lakers vs. Portland Trail Blazers 
| Fecha      | Partido                                            | Ciudad      |
| ---------- | -------------------------------------------------- | ----------- |
| 6 de mayo  | Los Angeles Lakers 109, Portland Trail Blazers 121 | Los Ángeles |
| 8 de mayo  | Los Angeles Lakers 97, Portland Trail Blazers 99   | Los Ángeles |
| 10 de mayo | Portland Trail Blazers 102, Los Angeles Lakers 97  | Portland    |
| 13 de mayo | Portland Trail Blazers 113, Los Angeles Lakers 101 | Portland    |
|            | Portland Trail Blazers gana las series 4-0         |             |

## Estadísticas
| Rk | Jugador             | Edad | P  | PT | MP   | TC   | TCI  | %TC  | TL  | TLI | %TL  | RO  | RD   | RT   | AS  | RB  | TAP | BP | FP  | PTS  |
| -- | ------------------- | ---- | -- | -- | ---- | ---- | ---- | ---- | --- | --- | ---- | --- | ---- | ---- | --- | --- | --- | -- | --- | ---- |
| 1  | Kareem Abdul-Jabbar | 29   | 82 |    | 36.8 | 10.8 | 18.7 | .579 | 4.6 | 6.5 | .701 | 3.2 | 10.0 | 13.3 | 3.9 | 1.2 | 3.2 |    | 3.2 | 26.2 |
| 2  | Lucius Allen        | 29   | 78 |    | 31.8 | 6.1  | 13.3 | .456 | 2.5 | 3.2 | .774 | 0.7 | 2.5  | 3.2  | 5.2 | 1.5 | 0.2 |    | 2.3 | 14.6 |
| 3  | Cazzie Russell      | 32   | 82 |    | 31.5 | 7.0  | 14.4 | .490 | 2.3 | 2.7 | .858 | 1.0 | 2.5  | 3.6  | 2.6 | 1.0 | 0.1 |    | 2.0 | 16.4 |
| 4  | Don Chaney          | 30   | 81 |    | 29.7 | 2.6  | 6.4  | .408 | 0.9 | 1.2 | .745 | 1.5 | 2.6  | 4.1  | 3.8 | 1.7 | 0.4 |    | 2.8 | 6.1  |
| 5  | Kermit Washington   | 25   | 53 |    | 25.3 | 3.6  | 7.2  | .503 | 2.5 | 3.5 | .706 | 3.4 | 5.8  | 9.3  | 0.9 | 0.8 | 1.0 |    | 3.5 | 9.7  |
| 6  | Don Ford            | 24   | 82 |    | 21.7 | 3.2  | 7.0  | .460 | 0.9 | 1.2 | .716 | 1.3 | 3.0  | 4.3  | 1.6 | 0.7 | 0.3 |    | 2.1 | 7.3  |
| 7  | Tom Abernethy       | 22   | 70 |    | 19.7 | 2.4  | 5.0  | .484 | 1.4 | 1.9 | .754 | 1.6 | 2.5  | 4.2  | 1.4 | 0.7 | 0.1 |    | 1.7 | 6.3  |
| 8  | Earl Tatum          | 23   | 68 |    | 18.4 | 4.2  | 8.9  | .466 | 1.1 | 1.5 | .720 | 1.2 | 2.3  | 3.5  | 1.7 | 1.3 | 0.3 |    | 2.5 | 9.4  |
| 9  | Mack Calvin         | 29   | 12 |    | 17.3 | 2.3  | 6.8  | .329 | 3.4 | 4.0 | .854 | 0.5 | 0.8  | 1.3  | 1.8 | 0.9 | 0.1 |    | 1.3 | 7.9  |
| 10 | Bo Lamar            | 25   | 71 |    | 16.4 | 3.2  | 7.9  | .406 | 0.6 | 1.0 | .676 | 0.4 | 0.9  | 1.3  | 2.5 | 0.8 | 0.0 |    | 1.0 | 7.1  |
| 11 | Johnny Neumann      | 25   | 59 |    | 15.1 | 2.5  | 6.2  | .402 | 0.9 | 1.4 | .667 | 0.3 | 0.7  | 1.1  | 2.3 | 0.5 | 0.1 |    | 2.2 | 5.9  |
| 12 | Cornell Warner      | 28   | 14 |    | 12.1 | 1.8  | 3.8  | .472 | 0.3 | 0.4 | .667 | 1.5 | 3.4  | 4.9  | 0.8 | 0.1 | 0.1 |    | 2.0 | 3.9  |
| 13 | C.J. Kupec          | 24   | 82 |    | 11.1 | 1.9  | 4.2  | .447 | 1.0 | 1.2 | .772 | 0.9 | 1.5  | 2.4  | 0.6 | 0.2 | 0.0 |    | 1.4 | 4.7  |
| 14 | Allen Murphy        | 24   | 2  |    | 9.0  | 0.5  | 2.5  | .200 | 1.5 | 3.5 | .429 | 1.5 | 0.5  | 2.0  | 0.0 | 0.0 | 0.0 |    | 2.5 | 2.5  |
| 15 | Marv Roberts        | 27   | 28 |    | 7.5  | 1.0  | 2.7  | .355 | 0.1 | 0.2 | .667 | 0.3 | 0.6  | 0.9  | 0.7 | 0.1 | 0.1 |    | 1.2 | 2.1  |

## Galardones y récords
| Jugador             | Galardón                                                                               |
| Kareem Abdul-Jabbar | MVP de la NBA Mejor quinteto de la NBA 2.º Mejor quinteto defensivo de la NBA All-Star |